# XE-Craft
Die XE-Craft (auch XE-Klasse genannt) war eine Klasse von Kleinst-U-Booten, die von der Royal Navy am Ende des Zweiten Weltkriegs ausschließlich im Pazifik eingesetzt wurde.

## Entwicklungsgeschichte
1944 entschied sich die Royal Navy dazu die erfolgreiche X-Craft Boote zu modifizieren. Daraus entstand die XE-Craft, von denen ab 1945 XE-1 bis XE-12 in zwei Baulosen in Planung gingen und in Dienst gestellt werden sollten. Es wurden allerdings nur ca. die Hälfte fertiggestellt. Diese besaß neben der normalen Bewaffnung, welche schon für den Vorgänger eingesetzt wurde, zusätzlich je sechs 9-kg Magnetminen, welche von Kampftauchern an gegnerischen Schiffen angebracht werden konnten. Ebenso waren sie speziell für den Einsatz im Pazifik mit einem Kühlschrank und einer Klimaanlage ausgestattet.
Das Versorgungsschiff HMS Bonaventure war als Operationsbasis für diese Boote vorgesehen da es über einen 50-ts-Kran fürs an Bord nehmen der Boote verfügte.
Ab den 1950er Jahren entstand auf Grundlage des XE-Craft eine neue Variante unter dem Namen Stickleback-Klasse.

## Technik
Siehe X-Craft

## Einsätze und Verbleib
Vier dieser Boote operierten vom Versorgungsschiff HMS Bonaventure und anderen U-Booten sowie der Küste von Malaysia aus.
- Im Juli 1944 drangen zwei Boote, XE-1 und XE-3 mit den Schlepp U-Booten Spark und Stygian während der Operation Struggle, in den Hafen von Singapur ein um Minen an den Schweren Kreuzer Takao und das Schiff Nacchi zu legen. XE-3 schaffte es problemlos seine Sprengladung am Kreuzer abzulegen, während XE-1 die Nacchi nicht erreichen konnte und ihre Minen ebenfalls am Kreuzer ablegte. Bei der darauf erfolgten Explosion wurde das Schiff so schwer beschädigt, dass er bis Kriegsende nicht mehr einsatzbereit war. Beide Boote konnten sicher entkommen.
- Während der Operation Sabre wurde XE-4 vom U-Boot Spearhead am 31. Juli 1945 bis zur Mündung des Mekong im Süden Vietnams geschleppt. Hier machte sich das Boot auf den Weg zum Saigon-Fluss, wo die Taucher die Unterwasserkommunikationskabel zwischen Saigon und Hongkong kappten.
- Im August desselben Jahres gelang es XE-5 die Kabelverbindung zwischen Hongkong und Singapur während der Operation Foil zu durchtrennen. Andere Quellen geben an, dass das Kabel nicht gefunden werden konnte und der Einsatz fehlschlug.

Das einzige noch erhaltene XE-Craft, XE-8, wurde 1952 bei Schießübungen versenkt, 1973 allerdings geborgen und ist heute im Chatham Historic Dockyard in Chatham, Vereinigtes Königreich ausgestellt.